# Staatsquallen
Die Staatsquallen (Siphonophorae) sind eine Ordnung stockbildender und freischwimmender Nesseltiere der Klasse der Hydrozoen, deren Stöcke aus je Hunderten bis Tausenden von Polypen bestehen.

## Merkmale
Die Einzeltiere des Stocks sind so hochspezialisiert und vielgestaltig, dass sie fast als Organe eines einzigen Organismus betrachtet werden können. So gibt es Fresspolypen (Gastro-/Autozooide), Tastpolypen, Wehrpolypen (Dactylozooide), Geschlechtspolypen (Gonozooide) und Deckpolypen (Phyllozooide) sowie die obere Schwimmboje (Pneumatophor) und zahlreiche Schwimmglocken (Nectophoren). Die bekannteste Staatsqualle ist die Portugiesische Galeere (Physalia physalis). Die Tentakeln einzelner Arten können bis zu 50 Meter lang werden.

## Beutefang
2005 fingen US-Forscher einige Exemplare einer neuen Art der Gattung Erenna (Erenna sp. nov.) aus einer Tiefe von 1600 bis 2600 m und stellten fest, dass frisch gebildete Fangarme blaugrünes, ausgewachsene Tentakel jedoch rotes Licht aussandten. Die Forscher vermuteten, dass entgegen bisherigen Annahmen die Quallen mit diesem roten Licht in der Tiefsee selten noch vorkommende Fische als Nahrungsopfer anlocken. Da sich Staatsquallen einerseits vor allem von Fisch ernähren und zwei der gefangenen Exemplare gerade einen solchen verdauten, andererseits aber die Wahrscheinlichkeit für einen solchen zufälligen Nahrungsfund der Quallen in dieser Tiefe sehr gering ist, würde das bedeuten, dass solche Fische das rote Licht durchaus wahrnehmen und sich davon auch erfolgreich anlocken lassen.

## Systematik
Die hier wiedergegebene Systematik der Siphonophorae folgt den Angaben des Hydrozoa Directory.

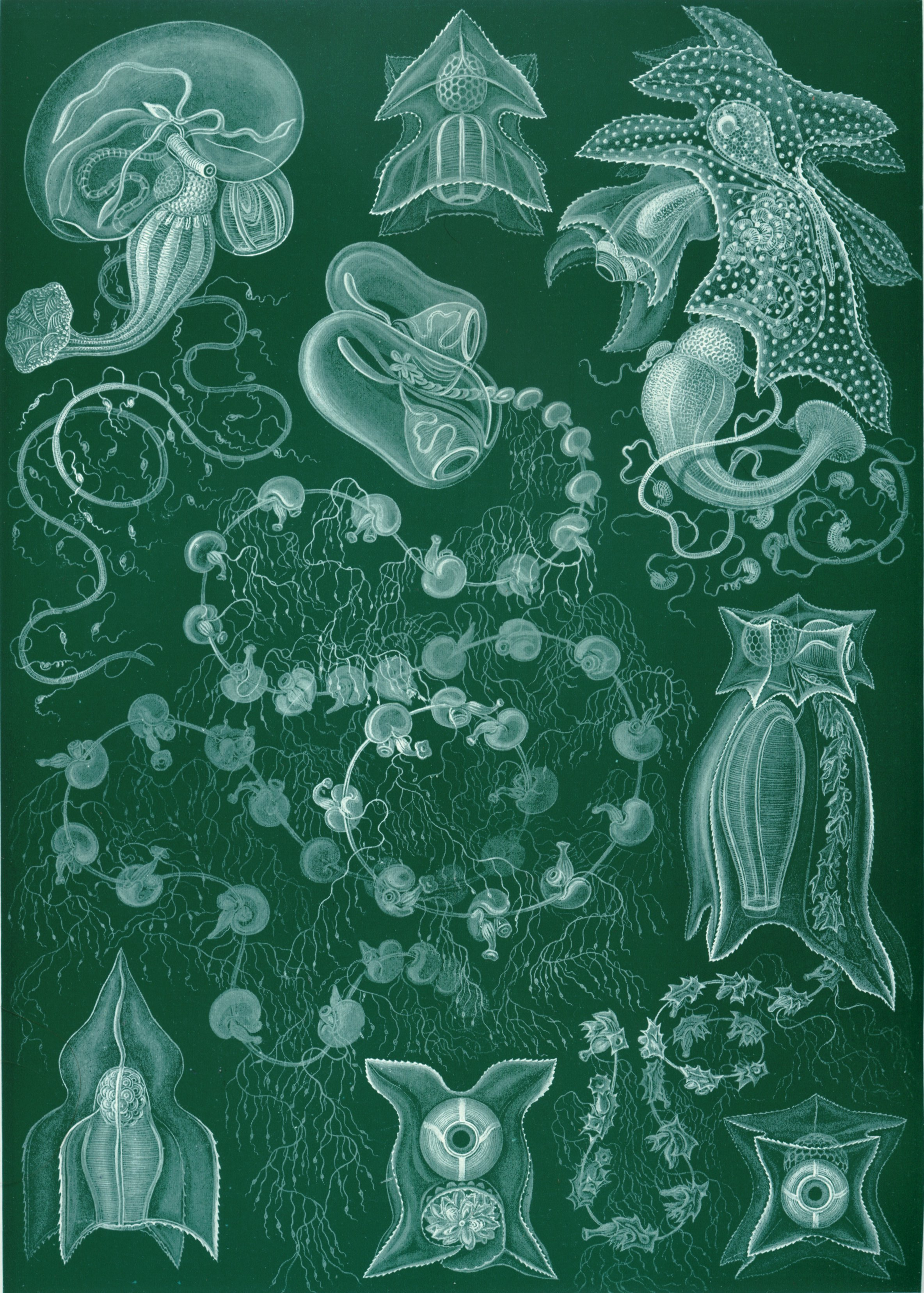
Bildtafel 77. in Ernst Haeckels Kunstformen der Natur

- Unterordnung Physonectae
  - Familie Agalmatidae
  - Familie Apolemiidae
  - Familie Athorybiidae
  - Familie Erennidae
    - Gattung Erenna

  - Familie Forskaliidae
  - Familie Physophoridae
  - Familie Pyrostephidae
  - Familie Rhodaliidae
    - Dendrogramma enigmatica
- Physonectae incertae sedis
  - Stepanyantsia
- Unterordnung Calycophorae
  - Familie Abylidae
  - Familie Clausophyidae
  - Familie Diphyidae
  - Familie Hippopodiidae
  - Familie Prayidae
  - Familie Sphaeronectidae
- Unterordnung Cystonectae
  - Familie Physaliidae
    - Physalia physalis

  - Familie Rhizophysidae

## Haeckels Staatsquallenbilder
Ernst Haeckel beschrieb zahlreiche Staatsquallen, und einige Bildtafeln in seinem Werk Kunstformen der Natur (1904) zeigen kunstvolle Bilder einiger Arten.

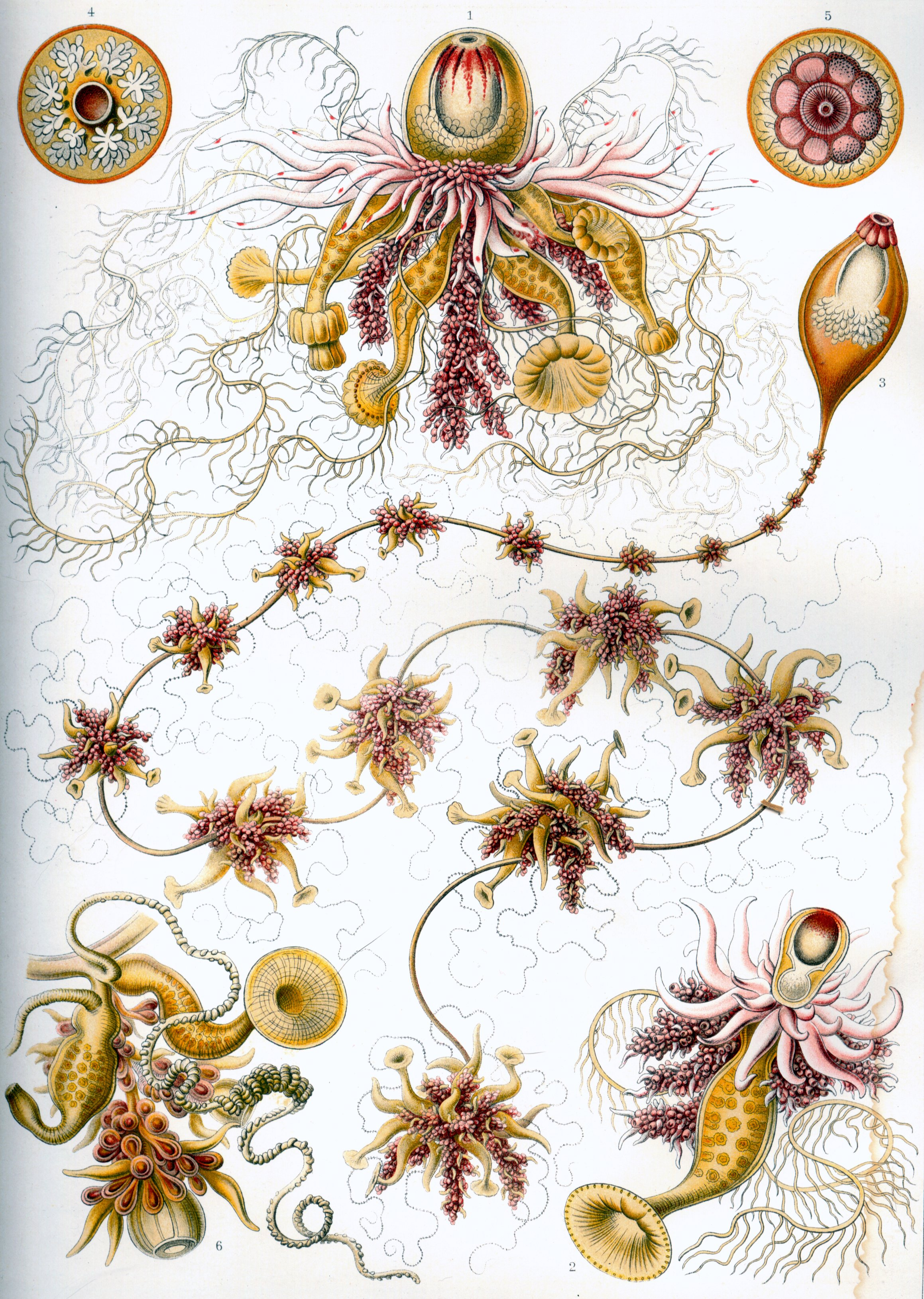
Bildtafel 7
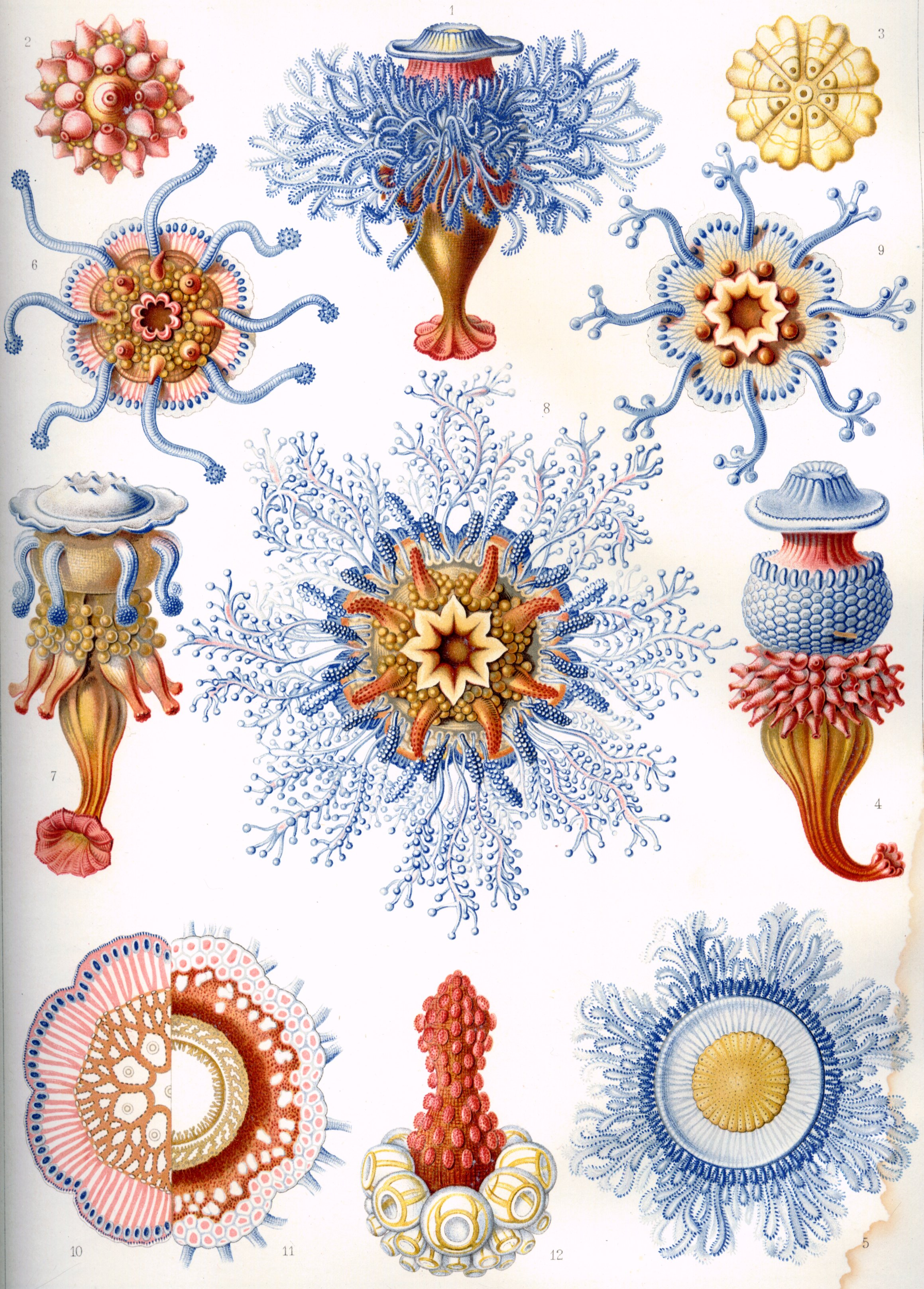
Bildtafel 17
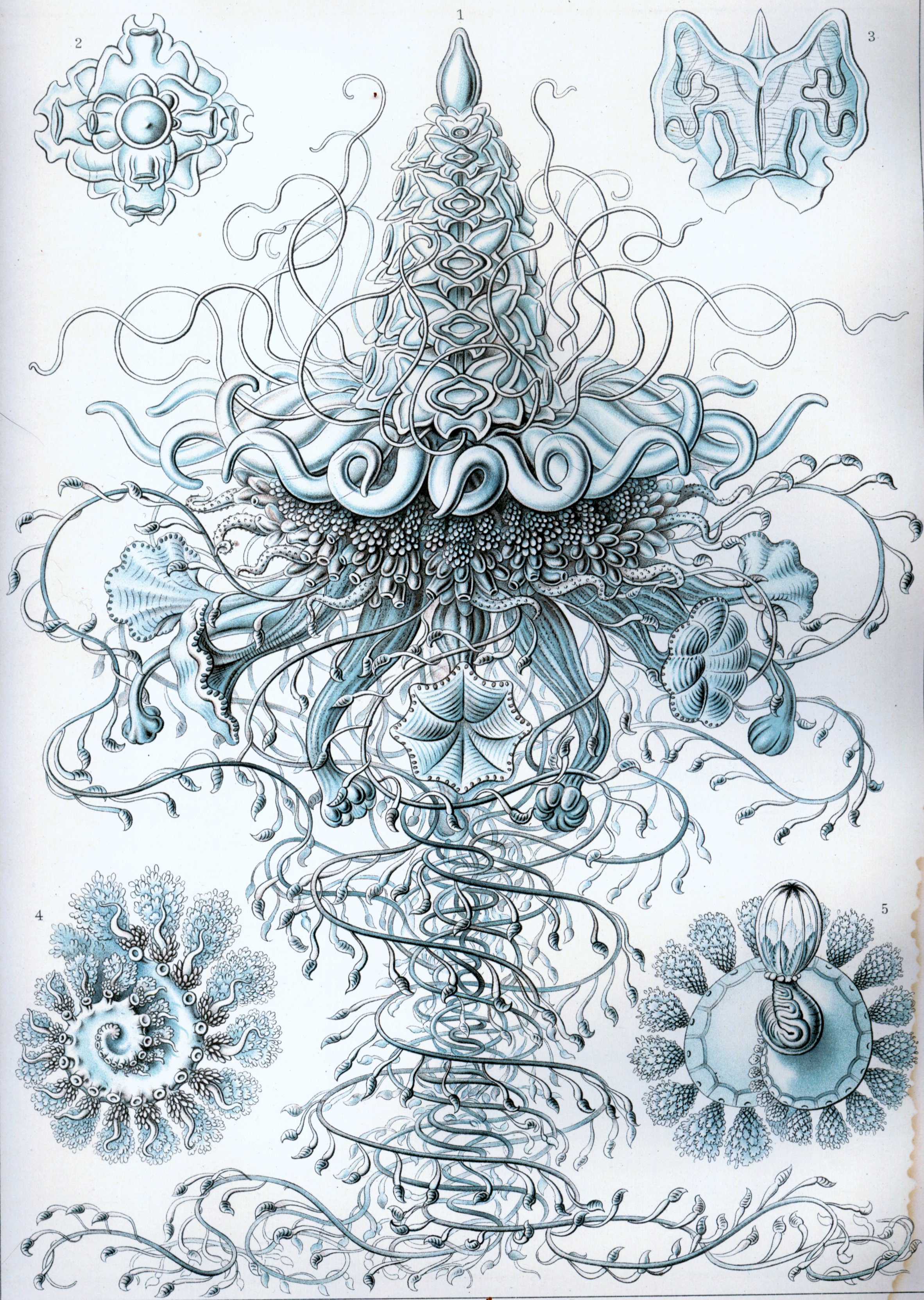
Bildtafel 37
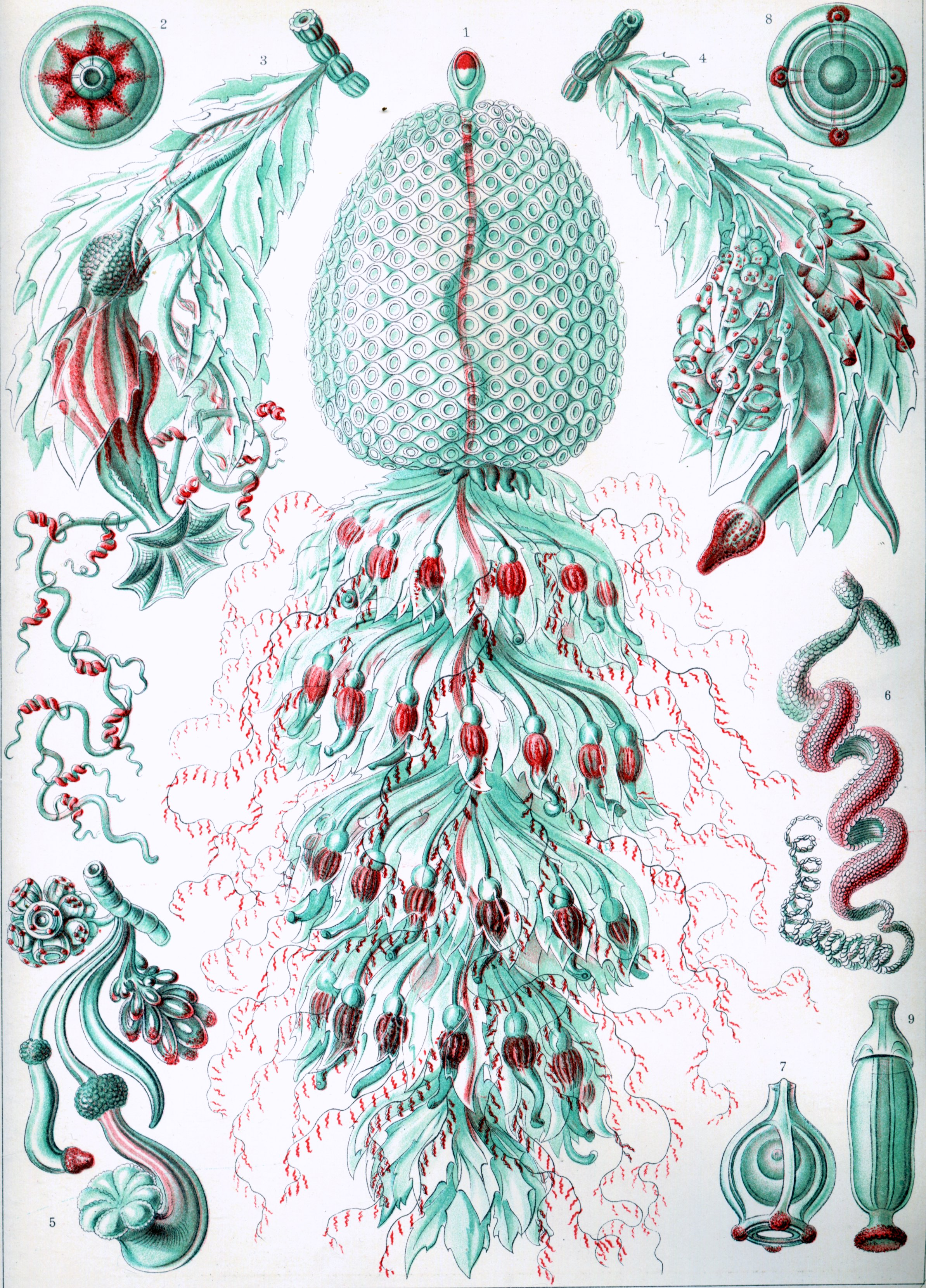
Bildtafel 59

## Trivia
Die Art Bathyphysa conifera aus der Familie der Rhizophysidae hat den Spitznamen „Fliegendes Spaghettimonster“ nach der gleichnamigen Religionsparodie.